# 아시아적 가치
아시아적 가치( -的 價値, 영어: Asian values)는 예의, 공손함, 성실성, 공동체에 대한 헌신, 국가에 대한 충성의 가치를 아시아의 고유의 가치로 평가하여 이러한 철학과 가치가 아시아의 경제 발전에 근간이 되었다는 개념이다. 이는 막스 베버의 청교도 윤리에 대응되는 개념으로 아시아의 경제적 발전을 설명하는 데에도 이용되고 있다. 즉, 막스 베버의 자본주의가 서구에서 발전한 이유를 청교도 윤리에 따른 청렴성 및 근면함에 구하고 있다면 아시아의 경제적 발전은 아시아적 가치에 기인한다는 것이다.
리콴유(싱가포르의 전 총리 1959-1990), 마하티르 빈 모하맛(말레이시아의 전 총리1981–2003, 2018–2020), 박정희(대한민국의 전 대통령 1962–1979), 아베 신조(일본의 전 총리 2012–2020) 등이 대표적인 아시아적 가치에 기반한 지도자들이다.
1997년 아시아 금융 위기 이후 아시아가 위기를 다룰 일관된 지역 제도적 장치가 부족하다는 것이 명백해졌을 때, 그 개념의 인기가 감소했다.

## 정의
아시아적 가치에 대한 다양한 정의가 있다. 일반적으로, 아시아적 가치는 유교와 관련이 깊다. 특히 가족, 기업, 국가에 대한 효도나 충성, 사회의 안정과 번영을 위한 개인의 자유 절제, 학문과 기술에 있어서 우수성의 추구, 그리고 강한 직업 윤리를 뜻한다.
중국의 권위주의 정부를 지지하는 소위 "아시아적 가치"의 지지자들은 이러한 가치들이 개인의 자유를 강조하는 서구 민주주의보다 아시아에 더 적합하다고 주장한다.
"아시아적 가치"는 1993년의 방콕 선언에서 성문화되고 추진된 것으로, 시민·정치적 권리에 대한 주권·자기결정권·무방해 원칙을 다시 강조했다. 그 내용은 다음과 같다.
- 사회적 화합에 대한 선호
- 사회 경제적 번영과 공동체의 집단적인 안녕에 대한 관심
- 권위자에 대한 충성 및 존중
- 집단주의와 공동체주의에 대한 선호

## 역사
역사적으로 '아시아' 정체성은 공유된 적이 없다. 20세기 아시아적 가치의 유행 당시 통일된 지리적인 지역의 정체성에 대한 개념은 엄격히 아시아에만 국한되지 않았다. 아시아적 가치는 중화인민공화국, 말레이시아(마하티르 빈 모하맛 시절), 싱가포르(리콴유 시절), 인도네시아, 일본(제2차 세계 대전 이전 추정)에서 인기를 얻었다. 서양에서는 아시아 가치를 연구하는 것이 아시아를 이해하고 아시아와 더 긴밀한 관계를 형성하기 위한 하나의 방법으로 여겨졌다.
말레이시아와 싱가포르의 지지자들은 아시아적 가치가 이슬람, 유교, 힌두교의 조화를 이루는데 도움을 주었고 서구 철학과 다르기 때문에 통일되었다고 주장한다. 리콴유는 경제나 정치보다 한 나라의 문화가 운명을 결정짓는다고 주장했다.
일본의 일부 민족주의계에서 서구에 도전했고, 또한 아시아에서 일본의 새로운 리더십 가능성을 제시했기 때문에 '동양의 이상'이라는 개념이 받아들여졌다. 어떤 사람들은 1960년대와 1980년대에 동아시아와 동남아시아 국가들의 경제적 성공을 전체주의와 자유민주주의의 대안이었던 제3자 아시아 정치 모델인 "아시아적 가치" 덕분이라고 말한다. 자유민주당이 거의 지속적으로 집권하고 있는 1955년 일본 체제에 따른 일본의 경제적인 기적은 이 정치모델의 성공 사례로 활용되고 있다.
아시아적 가치관은 1997년 홍콩을 중국에 넘기는 계획에서도 여실히 드러났다.[확인이 필요]
하지만 아시아적 가치의 인기는 지속되지 않았다. 어떤 사람들은 그것이 그 시기에 아시아에서 일어난 종교적, 사회적, 문화적, 경제적 변화에 기여했을지도 모른다고 추측한다. 예를 들어, 아시아의 금융 위기와 인도네시아의 수하르토 정권의 붕괴는 자유 민주주의에 의해 성공적으로 대항했을지도 모른다는 것이다.
2006년, 인도네시아의 유숩 칼라 부통령은 동아시아 정상회의(EAS) 및 동아시아 공동체와 아시아의 가치를 연결시켰다. 그는 경쟁보다는 협력에 중점을 두면서 아시아적 가치를 부분적으로 옹호하는 입장을 보였다.
"아시아적 가치"는 문화 상대주의의 의견과는 다르게 인권의 보편성에 대한 문제를 언급하면서 학계에서 계속하여 논의되고 있다.
2015년에 발표된 한 연구논문의 저자들은 쌀 대 밀 농업이 '암묵적 개인주의'와 중국 여러 성 간의 혁신에 있어서 분석적인 차이를 설명한다고 주장했다. 밀 농사에 비해 쌀 농사는 많은 사람들의 협조가 필요한 노동이다. 그러나 연구 결과는 측정 도구가 의심스러운 부분이 있고, 표본의 크기가 매우 작기 때문에(일부 표본은 10명 미만) 논란이 있다. 개인주의-집산주의의 개선된 척도를 사용하면서, 연구의 저자들은 밀과 쌀농사 사이의 관계에 대한 증거를 보여준다고 주장하는 2015년 기사의 결론이 잘못되었다는 것을 확인했다.

## 비판과 논란
1990년대 후반 아시아 일대의 외환위기로 인해 아시아적 가치의 효용에 대해 의문을 갖는 견해도 있어왔으며, 사실상 21세기 이후로는 개발독재(developmental dictatorship)를 정당화하기 위한 정치적 개념이라고 평가되고 있다.
아시아적 가치를 처음으로 주창한 리콴유는 서구문화와 자유민주주의에 대해 부정적인 견해를 드러내며 권위주의를 옹호했다 폴 크루그먼을 비롯한 대부분의 저명한 서구 학자들은 아시아적 가치에 대해 매우 부정적으로 보고 있다.
김대중, 아마르티아 센, 유잉시(Yu Ying-shih) 등 수많은 아시아의 자유주의자, 자유민주주의자들은 아시아적 가치가 언론의 자유나 인권과 같은 서구의 자유민주주의적 가치를 억압하는 이중적인 표현이라고 비판했다. 다만 김대중의 경우 아시아적 가치와 자유민주주의는 양립할 수 있는 가치이며, 아시아 민주주의의 걸림돌은 문화적 유산이 아닌 권위주의 지도자들의 저항 때문이라는 견해를 나타내기도 했다.

## 같이 보기
- 보수주의
- 아시아주의
- 탈식민주의
- 서구화
- 반서방 감정
- 엘리트주의
- 필리핀-미국 전쟁
- 힌두트바

- 민주주의 진흥
- 한자 문화권
- 인도 문화권
- 일본인론
- 국민보수주의
- 필리핀-미국 전쟁
- 보호책임
- 서구화
- 백인의 짐